# Роберт Каммінгс
Роберт Каммінгс (англ. Robert Cummings), (*10 червня 1908 чи 1910—†2 грудня 1990) — американський актор та продюсер.

## Біографія

### Дитинство
Роберт народився в родині лікаря Чарлза Кларенса Каммінгса та його дружини Рут Анабелли Крафт. Його батько працював хірургом у шпиталі Святого Джона у Джопліні, штат Міссурі. Хрещеним батьком Боба став піонер авіації, один з братів Райт — Орвілл. Коли Роберт навчався у середній школі Джопліна, він навчив його літати. 1928 року Каммінгс отримав атестат про середню освіту.

### Молоді роки
Поступивши до Університету мистецтв Друрі у Спрінгфілді, Каммінгс провів там небагато часу. Любов до польотів перемогла, і він перейшов до Технологічного інституту у Пітсбурзі, де рік вивчав авіаційну техніку. Залишив Роберт навчання через брак коштів: його родина багато втратила під час обвалу фондового ринку 1929. В той час Американська академія драматичних мистецтв виплачувала своїм студентам-чоловікам чотирнадцять доларів на тиждень, тож Боб вирішив навчатися там. Він вивчав драму протягом двох років, перед тим, як дебютувати на Бродвеї. Його перший театральний виступ стався 1931 року.

### Початок кар'єри

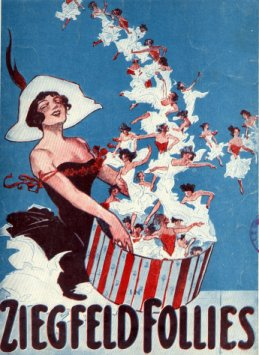
Театральна афіша шоу «Зігфельдові божевілля»

Знаючи про затребуваність британських акторів, Каммінгс здійснив подорож до Великої Британії, а повернувшись, почав видавати себе за англійця, підкреслюючи це характерним британським акцентом. Певний час він виступав на Бродвеї під псевдонімом Блейд Стенхоп Конвей. Будучи вже одруженим, актор познайомився з Віві Янісс. 1933 року вони виступали у шоу Флоренца Зігфельда «Зігфельдові божевілля», яке було надзвичайно популярним протягом багатьох років. Віві стала його наступною дружиною. У 1934 родина переїхала до Голлівуду, де Роберт взяв для початку псевдонім Брюс Хатченсон. Знявшись під ним у кількох фільмах, Каммінгс вирішив надалі використовувати власне ім'я.

### Голлівуд
У Голівуді однією з перших стрічок за його участі стала драма «Суддя Вірджинії», де Каммінгс зіграв запального пасинка судді Девіса. Та популярність до нього прийшла тільки через чотири роки, коли Роберт зіграв у стрічці «Три милі дівчини дорослішають» із Діною Дурбін в головній ролі. Зірка Діни Дурбін запалала 1936 року, коли на великий екран вийшов фільм «Три милі дівчини». Юна героїня відразу стала улюбленицею Америки. С того часу кожен фільм за її участю збирав повні зали. Разом із нею Каммінгс зіграв у трьох фільмах, кожен з яких робив його ще відомішим. 1940 він разом із Діною попрямував до Європи, де знімався фільм «Весняний вальс». Дурбін у ньому грала угорську дівчину Ілонку, який птах наворожив кохання до митця та подорож до Відня. А Роберт перетворився на капрала австрійської армії, що потай від начальства пише музику і, якби не служба, волів бути композитором. У стрічці кохання поєднало серця, а сам фільм отримав чотири номінації на «Оскар». Наступного року Діна і Роберт знову зійшлися на знімальному майданчику. Цього разу Діна грає гардеробницю Єву, яку волею випадку герою Роберта представляє помираючому батькові в ролі своєї нареченої.
У тому ж році Каммінгс став партнером Джин Артур у фільмі «Диявол та міс Джонс». Особливе місце займає його співпраця із королем трилерів Альфредом Гічкоком. Каммінгс грав у його картинах «Диверсант» та «У випадку вбивства набирайте „М“».

## Вибрана фільмографія
1. 1933: Сини пустелі / Sons of the Desert — корабельний стюард
2. 1936: Золота пустеля / Desert Gold — Форд Мортімер
3. 1936: Голлівудський бульвар / Hollywood Boulevard — Джей Воллес
4. 1937: Загублені у морі / Souls at Sea — Джордж Мартін
5. 1938: Школа свінгу / College Swing — диктор на радіо
6. 1939: Три милі дівчини дорослішають / Three Smart Girls Grow Up — Гаррі Лорен
7. 1939: Все відбувається вночі / Everything Happens at Night — Кен Морган
8. 1940: Весняний вальс / Spring Parade — капрал Гаррі Мартен
9. 1941: Диявол і міс Джонс / The Devil and Miss Jones — Джо О'Брайєн
10. 1941: Місяць над Маямі / Moon Over Miami  — Джефф Бултон
11. 1941: Все почалося з Єви / It Started with Eve — Джонатан Рейнольдс-молодший
12. 1942: Кінг Роу / Kings Row — Перріс Мітчелл
13. 1942: Диверсант / Saboteur — Баррі Кейн
14. 1943: Вічність і один день / Forever and a Day — Нед Трімбл
15. 1946: Наречена в чоботях / The Bride Wore Boots — Джеф Ворен
16. 1947: Втрачена мить / The Lost Moment — Льюіс Венейбл
17. 1949: Звинувачувана / The Accused  — Воррен Форд
18. 1949: Панування терору / Reign of Terror — Чарлз д'Обіньї
19. 1953: Одружися зі мною знову / Marry Me Again — Білл
20. 1954: Везунчик / Lucky Me — Дік Карсон
21. 1954: У випадку вбивства набирайте «М» / Dial M for Murder — Марк Холлідей
22. 1955: Як бути дуже, дуже популярним / How to Be Very, Very Popular — Філлмор «Ведж» Веджвуд
23. 1964: Що за шлях! / What a Way to Go! — доктор Віктор Стефансон
24. 1966: Диліжанс / Stagecoach — Генрі Гейтвуд
25. 1967: П'ять золотих драконів / Five Golden Dragons — Боб Мітчелл